# 滨海弗兰卡维拉
滨海弗兰卡维拉是意大利阿布鲁佐大区基耶蒂省的一个镇。ISTAT代码为069035。